# Franco Riccardi
Franco Riccardi   (Milà, 13 de juny de 1905 - San Colombano al Lambro, 24 de maig de 1968) va ser un tirador d'esgrima italià, especialista en espasa, que va competir durant les dècades de 1920 i 1930.
El 1928 va prendre part en els Jocs Olímpics d'Amsterdam, on va guanyar la medalla d'or en la prova d'espasa per equips del programa d'esgrima. Quatre anys més tard, a Los Angeles, guanyà la medalla de plata en la mateixa prova. La seva tercera i darrera participació en uns Jocs fou a Berlín, el 1936, on aconseguí dues medalles d'or: en les proves d'espasa per equips i espasa individual.
En el seu palmarès també destaquen cinc medalles al Campionat del Món d'esgrima, dues d'or, dues de plata i una de bronze.